# Kuttner plus Zwei
Kuttner plus Zwei war eine Talkshow des Fernsehsenders ZDFneo mit zwei Talkgästen. Namensgeberin, Moderatorin und Gastgeberin der Sendung war Sarah Kuttner.

## Ablauf und Konzept
Die Gäste besuchen Sarah Kuttner in einer Altbau-Wohnung in Berlin-Kreuzberg und nehmen am Küchentisch Platz. Das Konzept besteht darin, dass die Sendung wie ein privater Besuch abläuft. So gibt es kein vorgegebenes Gesprächsthema und es wird auch viel Privates erzählt. Daneben wird getrunken und gegessen. Außerdem ist den Gästen das Rauchen gestattet.
Zu Beginn der Sendung werden die zumeist sehr unterschiedlichen Gäste in einem Einspieler in einer Art Lebenslauf unter der Bezeichnung „Bevor sie berühmt wurden“ vorgestellt.

## Sendungen

### Staffel 1
| Folge | Erstausstrahlung | Gäste                            |
| ----- | ---------------- | -------------------------------- |
| 01.   | 010. April 2014  | 0Hannelore Elsner, Bosse         |
| 02.   | 017. April 2014  | 0Jennifer Weist, Katja Flint     |
| 03.   | 024. April 2014  | 0Armin Rohde, Max Moor           |
| 04.   | 08. Mai 2014     | 0Judith Holofernes, Wanja Mues   |
| 05.   | 015. Mai 2014    | 0Jörg Thadeusz, Attila Hildmann  |
| 06.   | 022. Mai 2014    | 0Lars Eidinger, Daniel Josefsohn |
| 07.   | 029. Mai 2014    | 0Joachim Llambi, Dominic Raacke  |

### Staffel 2
| Folge | Erstausstrahlung  | Gäste                                    |
| ----- | ----------------- | ---------------------------------------- |
| 01.   | 026. Februar 2015 | 0Antoine Monot, Jr., Bettina Wulff       |
| 02.   | 05. März 2015     | 0Bjarne Mädel, Linda Zervakis            |
| 03.   | 012. März 2015    | 0Smudo, Clemens Schick                   |
| 04.   | 019. März 2015    | 0Andreas Bourani, Meret Becker           |
| 05.   | 026. März 2015    | 0Jochen Schropp, Friedrich Liechtenstein |
| 06.   | 02. April 2015    | 0Kool Savas, Wigald Boning               |
| 07.   | 09. April 2015    | 0Eva Briegel, Hugo Egon Balder           |
| 08.   | 016. April 2015   | 0Sebastian Fitzek, Claude-Oliver Rudolph |
| 09.   | 023. April 2015   | 0Oliver Rohrbeck, Roger Willemsen        |
| 010.  | 030. April 2015   | 0Jürgen Trittin, Katharina Schüttler     |

### Staffel 3
| Folge | Erstausstrahlung  | Gäste                                   |
| ----- | ----------------- | --------------------------------------- |
| 01.   | 04. Februar 2016  | 0Annette Frier, Stefan Niggemeier       |
| 02.   | 011. Februar 2016 | 0Rocko Schamoni, Fahri Yardım           |
| 03.   | 018. Februar 2016 | 0Nazan Eckes, Anneke Kim Sarnau         |
| 04.   | 025. Februar 2016 | 0Friederike Kempter, Steffen Hallaschka |
| 05.   | 03. März 2016     | 0Paula Lambert, Panagiota Petridou      |
| 06.   | 010. März 2016    | 0Dunja Hayali, Thees Uhlmann            |

## Plagiatsvorwurf
Kurz nach Ausstrahlung der ersten Folge der Sendung im April 2014 kam es zu Plagiatsvorwürfen gegen ZDFneo und Kuttner. Danach soll das Konzept der Sendung eine Kopie der Facebook-Show Lauterbach – Essen Trinken Geile Leute von Nina Lauterbach sein. Die erste Folge dieser Sendung existiert bereits seit März 2013. Lauterbach hatte ZDFneo sogar das Konzept zur Sendung im Juli 2013 eingereicht, erhielt jedoch eine Absage. Kuttner bestritt, eine fremde Idee übernommen zu haben. Der Sender sei mit dem Wunsch auf sie zugekommen, eine neue Talkshow mit ihr zu produzieren. Die Idee, diese anstatt in einem Studio in einer Küche aufzunehmen, stamme allein von ihr, ohne dass sie von der Existenz der augenscheinlich ähnlichen Sendung gewusst habe. Auch ZDFneo gab an, die Sendung mit Kuttner sei bereits in Planung gewesen, als die Idee von Lauterbach eingereicht wurde.